# Nội Thân vương Chikako
Nội Thân vương Chikako (和宮親子内親王 Kazu-no-Miya Chikako Naishinnō), Hán-Việt: Hoà Cung Thân Tử Nội Thân vương, sinh ngày 3 tháng 7 năm 1846, mất ngày 2 tháng 9 năm 1877; là con gái của Thiên hoàng Nhân Hiếu và là chính thất của Chinh Di đại tướng quân Tokugawa Iemochi - shogun thứ 14 của Mạc phủ Tokugawa.
Hồi nhỏ, bà được đặt tên là Kazu-no-Miya (和宮; Hòa Cung). Chikako (親子; Thân Tử) là tên húy được ban khi tuyên hạ tước Nội Thân vương năm 1861. Sau khi chồng qua đời, bà đổi tên thành Seikan'in-no-Miya (静寛院宮; Tĩnh Khoan viện Cung) và sống như một tín đồ Phật giáo theo truyền thống giới quý tộc thành Edo.
Bà được biết đến với tài năng thư đạo tuyệt vời và cũng là một nhà thơ kiệt xuất trong thể loại waka (和歌 (Hòa ca)).
Về phẩm cấp, Nội Thân vương Chikako thuộc hàng Chính Nhị phẩm. Sau khi qua đời, bà được Thiên hoàng thăng Tặng Nhất phẩm và phẩm cấp này xuất hiện trong toàn pháp hiệu của bà.

## Thời thơ ấu
Hoàng nữ Kazu-no-Miya là người con thứ 8 và cũng là con út của Nhân Hiếu Thiên hoàng. Thân mẫu của bà là Hashimoto Tsuneko (橋本恒子 (Kiều Bản Hằng Tử)). Bà sinh ngày 1 tháng 8 năm 1846 tại Kinh Đô thuộc tỉnh Yamashiro cũ, thời điểm đó Nhân Hiếu Thiên hoàng vừa băng hà được vài tháng. Quan niệm đương thời cho rằng sinh nhật của hoàng nữ Kazu-no-Miya được cho là điềm gở nên bà được đổi ngày sinh sang ngày 3 tháng 7 năm 1846 (Âm lịch: 10 tháng 5 năm Hoằng Hoá thứ 3). Bà là em gái cùng cha khác mẹ của Hiếu Minh Thiên hoàng. Theo vai vế, Thiên hoàng Minh Trị là cháu ruột gọi bà bằng cô.
Theo truyền thống, các thê thiếp của cố Thiên hoàng không được ở lại hoàng cung. Sau khi Nhân Hiếu Thiên hoàng qua đời, thân mẫu của Kazu-no-Miya là Hashimoto Tsuneko đã cắt tóc, lấy pháp hiệu Kangyōin (觀行院 (Quang Hành viện)) và lui về nuôi con ở tư dinh của gia tộc Hashimoto. Trong thời đại mà Thiên hoàng không nắm thực quyền cai trị đất nước, hoàng thất sống rất đạm bạc, do vậy dù được triều đình chu cấp lương thực và chi phí nhưng trên thực tế, lượng vật chất đó là không đủ để nuôi dưỡng hoàng nữ.
Năm 1851, khi hoàng nữ Kazu-no-Miya lên 6 tuổi, triều đình hứa hôn gả bà cho hoàng thân Arisugawa-no-Miya Taruhito. Hai năm sau đó, 1853, "hạm đội Tàu Đen" của hải quân Hoa Kỳ xuất hiện, yêu cầu Nhật Bản kết thúc "bế quan toả cảng". Sự kiện này dấy lên trong dân chúng nhiều phản ứng trái chiều khiến Mạc phủ Tokugawa tìm cách liên kết với triều đình ở Kyoto. Mạc phủ đề nghị liên hôn giữa hoàng nữ Kazu-no-Miya với Tokugawa Iemochi và liên tục gây sức ép lên triều đình, buộc hôn ước với hoàng thân Arisugawa phải kết thúc.

## Hôn nhân

### Đính hôn với Tướng quân
Năm Gia Vĩnh thứ 4 (1851), Hoàng nữ Kazu-no-Miya hứa hôn với Thân vương Arisugawa-no-Miya Taruhito (有栖川宮熾仁親王 (Hữu Tê Xuyên cung Xí Nhân thân vương)). Hôn ước này sau đó đã bị phá vỡ khi triều đình cần một ai đó cho một cuộc hôn nhân chính trị với Mạc phủ Tokugawa để thúc đẩy hòa giải giữa triều đình và Mạc phủ, nhưng ứng cử viên ban đầu cho cuộc hôn nhân này đã qua đời. Ngày 12 tháng 4 năm Vạn Diên thứ nhất (万延元年 - Vạn Diên nguyên niên) tức ngày 1 tháng 6 năm 1860, đại diện Mạc phủ - Sở ti đại Sakai Tadaaki gửi bản tấu thỉnh đề nghị hoàng nữ Kazu-no-Miya hàng giá.
Ban đầu Kazu-no-Miya không đồng ý. Ngày 4 tháng 5 năm Vạn Diên thứ nhất (22 tháng 6 năm 1860), Hiếu Minh Thiên hoàng sau khi họp bàn với các bá quan Nghị Tấu và Võ Gia Truyền Tấu cũng đã từ chối đề nghị trên với các lý do sau:
- Một là, Kazu-no-Miya đã có hôn ước.
- Hai là, Kazu-no-Miya là một hoàng nữ, con gái của tiên đế, em cùng cha khác mẹ với Hiếu Minh Thiên hoàng, nên hôn sự của nàng Thiên hoàng không tùy tiện quyết định được.
- Ba là, Hiếu Minh Thiên hoàng không muốn em gái mình bị đưa đến Kanto, nơi có rất nhiều người ngoại quốc.

Ngày 11 tháng 5 năm Vạn Diên thứ nhất (29 tháng 6 năm 1860), Sở Ti Đại Sakai gửi lại "Tướng Quân Gia Hàng Giá Tấu Thỉnh", nhưng đến 19 tháng 5 (7 tháng 7 năm 1860), Hiếu Minh Thiên hoàng lại từ chối. Ngày 21 tháng 7 năm 1860, sau khi nhận được thông tin từ Sở Ti Đại Sakai, Mạc phủ quyết định một lần nữa gửi lại lời đề nghị, nhưng lần này dưới danh nghĩa của các Hiếu Trung ở Edo. Mạc phủ đã thuyết phục được một số người ủng hộ mình ở Kyoto, trong đó có cả mẹ của hoàng nữ Kazu-no-Miya. Họ đã thuyết phục cả Thiên hoàng và Kazu-no-Miya chấp nhận đề nghị từ phía Mạc phủ. Thiên hoàng tuyên bố: Người sẽ đồng ý cho cuộc hôn nhân này nếu Mạc phủ bác bỏ Hiệp ước Hữu nghị và Thương mại với Hoa Kỳ, và trở về với chính sách bế quan tỏa cảng trước đó. Ngày 20 tháng 8 năm 1860, Sở Ti Đại Sakai lần thứ ba trình lên lời đề nghị của Mạc phủ, nhưng lại tiếp tục bị Thiên hoàng từ chối vì cho rằng Mạc phủ chưa có cam kết sẽ thực thi chính sách "bế quan toả cảng" và "tôn hoàng nhương di". Ngày 14 tháng 9 năm 1860, Sở Ti Đại Sakai lại trình lên Thiên hoàng bản tấu thỉnh đã được sửa đổi, Sakai cam kết sẽ thực hiện "nhương di" và "bế quan toả cảng" như ý của Thiên hoàng. Lần này, mặc dù Thiên hoàng đã xuôi, nhưng Kazu-no-Miya vẫn tiếp tục từ chối đề nghị từ Mạc phủ.
Mạc phủ liên tục gây sức ép lên triều đình. Trong đó có 3 điều:
- Một, nếu Kazu-no-Miya từ chối, hoàng nữ Suma-no-Miya (寿万宮; Thọ Vạn Cung - con gái thứ 3 của Hiếu Minh Thiên hoàng) sẽ được lựa chọn để thay thế.
- Hai, Hiếu Minh Thiên hoàng sẽ bị buộc thoái vị.
- Ba, hoàng nữ Kazu-no-Miya phải xuống tóc quy y tại Lâm Khâu Tự (林丘寺; Rinkyu-ji).

Dưới những áp lực đè nặng, Kazu-no-Miya cuối cùng đã phải đồng ý, nhưng với một số điều kiện, trong đó có hai điều quan trọng: Một là lối sống của nàng trong thành Edo vẫn sẽ giống như trong cung điện ở Kyoto. Hai là hàng năm, Mạc phủ phải cho nàng trở về kinh đô để làm lễ cúng giỗ cha mình. Hiếu Minh Thiên hoàng yêu cầu Mạc phủ phải thực hiện đúng cam kết và mọi điều kiện của Kazu-no-Miya phải được đáp ứng đầy đủ.

### Gả đến Edo
Năm Văn Cửu thứ nhất (1861), ngày 19 tháng 4 (âm lịch), Hiếu Minh Thiên hoàng tổ chức tuyên hạ tước Nội Thân vương cho Kazu-no-Miya, huý danh Thân Tử (親子 Chikako), hiệu Thân Tử Nội Thân vương (親子内親王 Chikako Naishinnō). Từ đó, hai chữ "Thân Tử" (Chikako) được thêm vào tên của bà, toàn danh là "Hoà Cung Thân Tử Nội Thân vương" (和宮親子内親王). Cùng năm đó, ngày 15 tháng 11 âm lịch, Nội Thân vương Chikako được hộ tống bởi mẹ ruột Quang Hành viện cùng cận thần của mình là Niwata Tsuguko đã đến lâu đài Edo. Do lo ngại về các cuộc tấn công bởi những người phản đối chính sách của Mạc phủ Tokugawa, lực lượng an ninh từ hàng chục phiên đã được huy động để bảo vệ đám rước dâu.
Năm Văn Cửu thứ 2 (1862), ngày 11 tháng 2 âm lịch, lễ cưới giữa Nội Thân vương Chikako và tướng quân Tokugawa Iemochi diễn ra. Buổi lễ này khác tất cả lễ cưới của các tướng quân Tokugawa đời trước khi cô dâu là một người đã được phong tước Nội Thân vương trước khi rời khỏi Kyoto. Chikako sau đó sống tại hậu cung Edo cùng chồng và mẹ chồng, với danh vị Ngự đài sở.
Trong hậu cung Edo, Chikako luôn giữ những phong tục của cung điện Hoàng gia, vì thế đã gây ra nhiều va chạm đáng kể với Jitsujō'in (実成院 (Thực Thành viện)) - mẹ của tướng quân Tokugawa Iemochi, nhưng hai người đã hòa giải sau đó. Chikako đã có được một cuộc hôn nhân tốt đẹp với chồng mình. Họ là cặp vợ chồng tình cảm nhất trong số tất cả các tướng quân Tokugawa, và tướng quân Iemochi không lấy bất kỳ người vợ lẽ nào. Ở Edo, bà được mọi người thân mật gọi bằng tên là Kazu-no-Miya sama (和宮様; Hoà Cung dạng), thay vì gọi theo danh vị truyền thống Midai sama (御台様; Ngự đài dạng).

## Quả phụ
Năm 1866, tướng quân Iemochi qua đời, đặt dấu chấm hết cho cuộc hôn nhân ngắn ngủi. Ngày 20 tháng 7 năm đó, theo thông lệ của một quý tộc Edo, bà xuống tóc, lấy pháp danh Seikan'in-no-Miya (静寛院宮 (Tĩnh Khoan viện Cung)) và lui về sống như một tín đồ Phật giáo. Vài tuần sau, anh trai bà là Hiếu Minh Thiên hoàng cũng qua đời.
Cuộc hôn nhân giữa Nội Thân vương Chikako và Iemochi không để lại hậu duệ nào cả, và theo di chúc của Iemochi thì Tokugawa Iesato sẽ kế vị chức vị Tướng quân. Thế nhưng, các vị cận thần của Tướng quân đã khuyên giải bà cùng Thiên Chương viện lập Tokugawa Yoshinobu lên thay, cũng là vị Tướng quân cuối cùng của nhà Tokugawa.
Tương truyền, Tĩnh Khoan viện và Thiên Chương viện - dù trước đây có những xích mích bất đồng, nhưng từ sau cuộc gặp gỡ của hai người ở dinh thự của Katsu Kaishū, họ đã trở nên thân thiết như hai người bạn.
Suốt cuộc Minh Trị Duy tân, Tĩnh Khoan viện cùng Thiên Chương viện được nhắc đến trong sự kiện Sự sụp đổ của thành Edo, sự kiện đã kết thúc chính quyền Tokugawa để chuyển giao quyền lực cho phe ủng hộ Thiên hoàng mà không gây ra bất cứ đổ máu nào. Gia tộc Tokugawa tiếp tục việc thờ cúng tổ tiên qua từng thế hệ. Còn Tĩnh Khoan viện trở lại Kyoto, nhưng về sau lại chuyển về Tokyo (tức thành Edo cũ) bởi sự thuyết phục của người cháu là Thiên hoàng Minh Trị.

## Qua đời

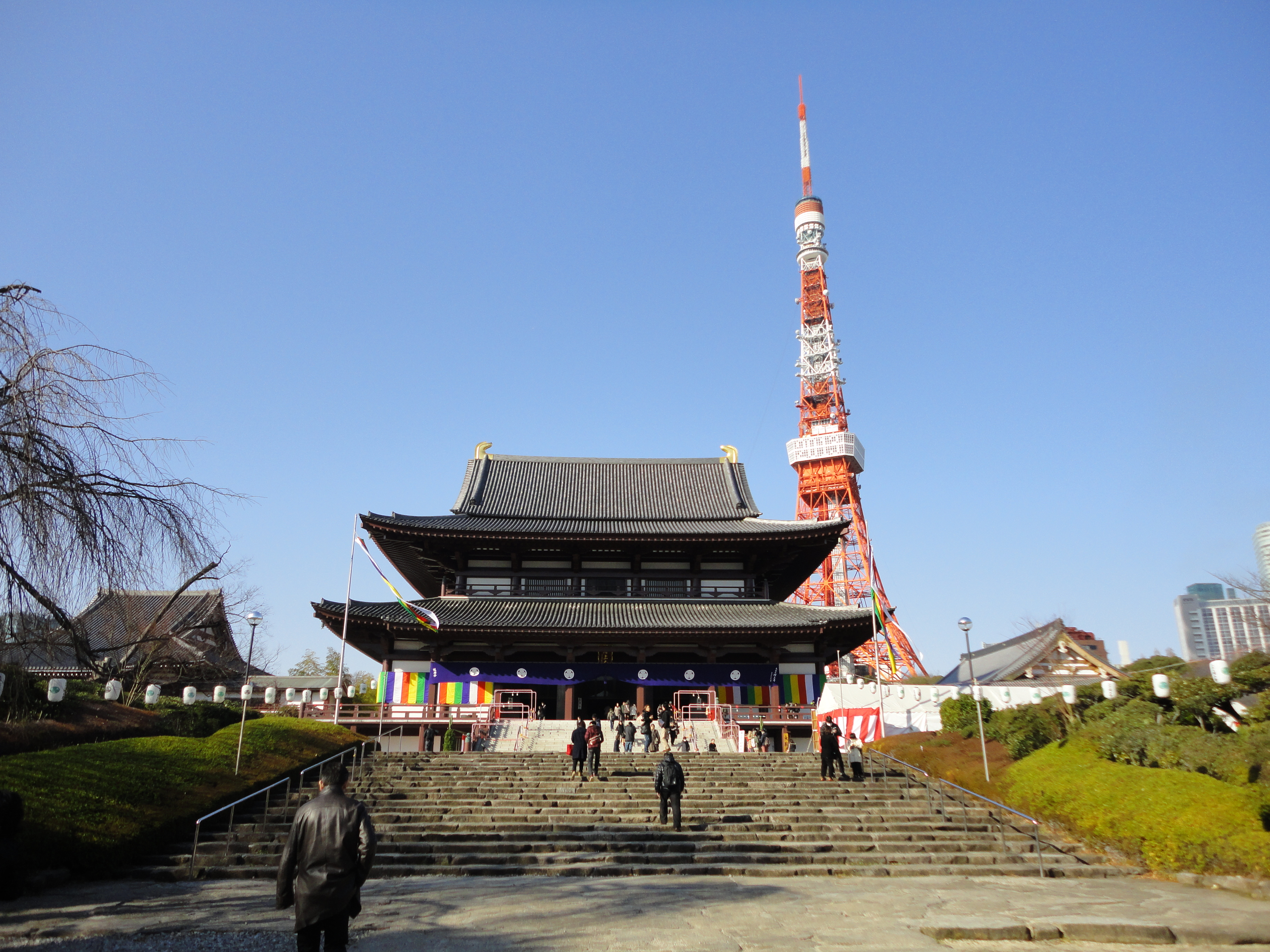
Tăng Thượng Tự - nơi an táng Nội Thân vương Chikako

Bà qua đời vào ngày 2 tháng 9, năm 1877 và được an táng tại Zōjō-ji (増上寺 (Tăng Thượng tự)) ở công viên Shiba, quận Minato, Tokyo; hợp táng cùng Tokugawa Iemochi. Toàn pháp hiệu của bà là Tĩnh Khoan viện Cung Tặng Nhất phẩm Nội Thân vương Hảo Dự Hoà Thuận Trinh Cung Đại tỉ (靜寬院宮 贈一品 內親王 好譽和順貞恭大姊; Seikan'in-no-Miya Zō-ippon Naishinnō Kōyo-wajun-teikyo-daishi).

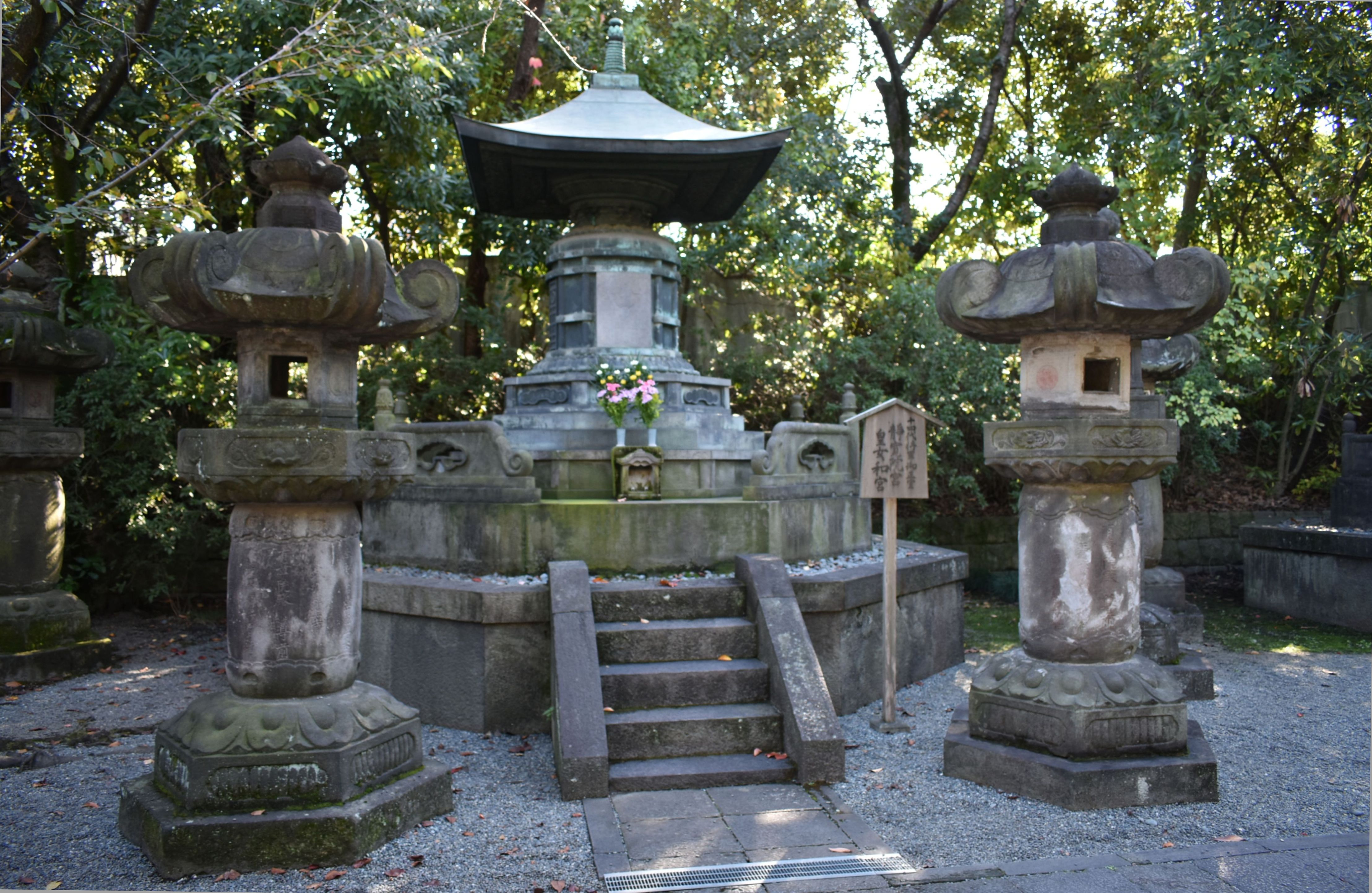
Phần mộ của Nội Thân vương Chikako ở Tăng Thượng Tự

Sau chiến tranh thế giới thứ hai, phần mộ của bà được cải táng. Trong quá trình khai quật, người ta phát hiện món đồ tùy táng là một tấm ảnh chụp một người đàn ông trong trang phục hitatare và đội mũ tachieboshi. Tuy nhiên, có lẽ do xử lý vật thể không đúng cách nên ngày hôm sau hình ảnh người đàn ông trong bức ảnh đã bị phai mất nên không rõ là ảnh chụp ai.  Giả thuyết cho rằng tấm ảnh là của Iemochi được chấp nhận rộng rãi, nhưng một số người nói rằng đó là  ảnh chụp Thân vương Arisugawa - người từng có hôn ước với bà trước đây.  Lễ tưởng niệm Tĩnh Khoan viện Cung được tổ chức vào ngày 2 tháng 10 hàng năm tại Tăng Thượng Tự.

## Phim ảnh
Nội Thân vương Chikako xuất hiện ở một số tác phẩm phim truyền hình của đài NHK:
- Tobu ga Gotoku (翔ぶが如く) năm 1990, do nữ diễn viên Suzuki Kyōka thủ vai.
- Tokugawa Yoshinobu (德川慶喜) năm 1998, do nữ diễn viên Megumi Kobashi thủ vai.
- Atsuhime (篤姬 - chiếu tại Việt Nam với tên Công chúa Atsu) năm 2008, do nữ diễn viên Horikita Maki thủ vai.

Ngoài ra, hình tượng bà còn xuất hiện ở:
- Ōoku (大奥 - 1968, 1983) của đài truyền hình Kansai.
- Hậu cung (大奥; Ōoku - 2003) - một phim truyền hình nằm trong loạt phim cùng tên nổi tiếng của FujiTV, do Adachi Yumi thủ vai.
- JIN (仁) - một bộ truyện tranh nhiều tập, chuyển thể thành phim năm 2011 bởi TBS (Tokyo Broadcasting System).